# Santa Maria della Presentazione (titre cardinalice)
Le titre cardinalice de Santa Maria della Presentazione est érigé par le pape Benoît XVI en 2007. L'église se trouve dans le quartier de Primavalle dans le nord-ouest de Rome.

## Titulaire
- Francisco Robles Ortega, depuis 2007

## Sources
- (it) Cet article est partiellement ou en totalité issu de l’article de Wikipédia en italien intitulé « Santa Maria della Presentazione (titolo cardinalizio) » (voir la liste des auteurs).